# 列托

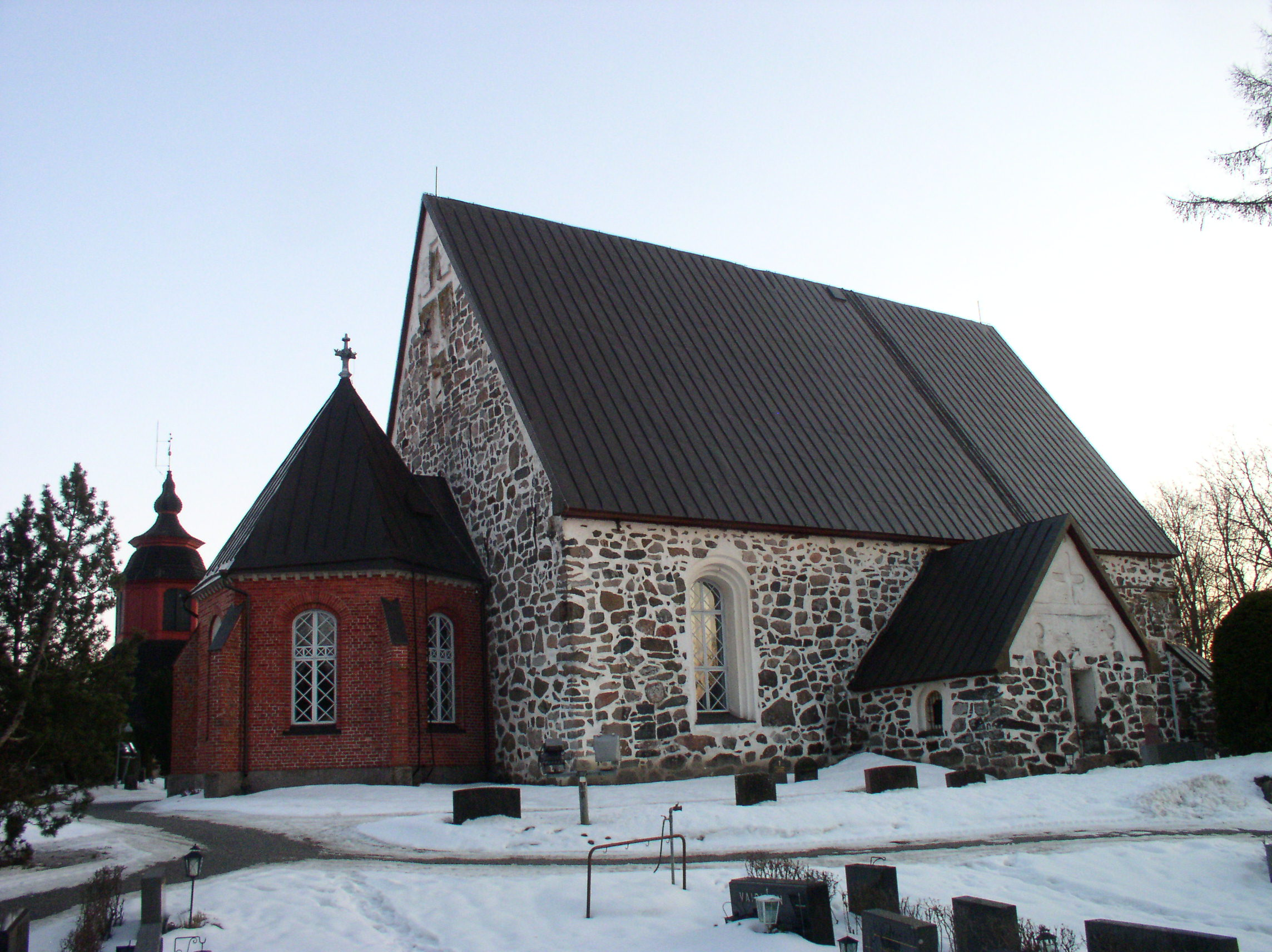
列托教堂

列托（芬蘭語：Lieto）是芬蘭西南芬蘭區的市鎮，位於該國南部，始建於1331年，面積200平方公里，鎮上的中世紀教堂在1500年左右建成，2013年人口16,717，人口密度為每平方公里84.2人。

## 外部連結
- 列托市镇官方网站 （页面存档备份，存于） （文） （瑞典文） （英文）
- Pyhän Pietarin kirkko （页面存档备份，存于） （文）